# Допоміжне військове судно

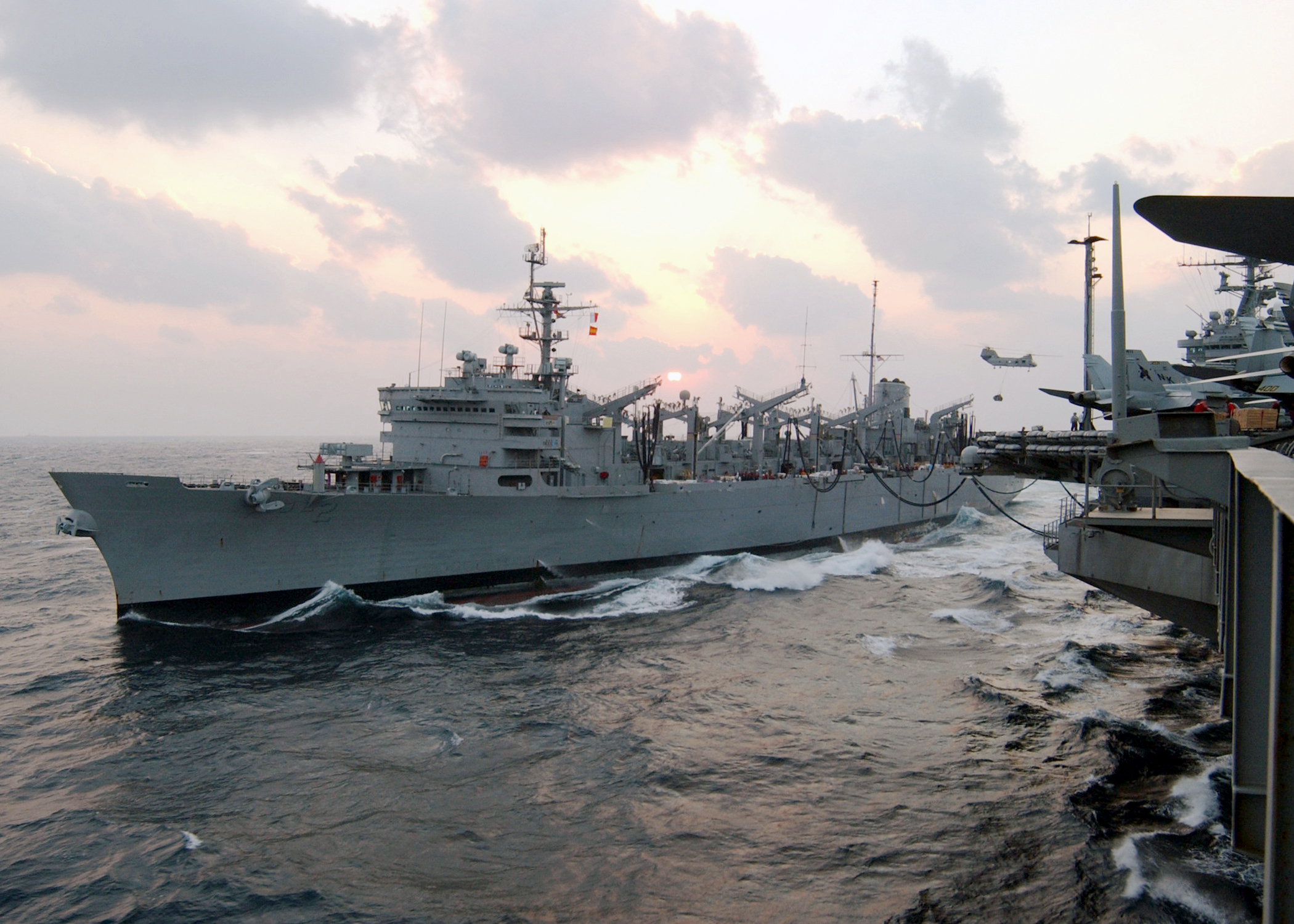
Поповнення запасів у морі: танкер «Камден» і авіаносець «Авраам Лінкольн» ВМС США (7 листопада 2002 року)

Допомі́жне військо́ве су́дно або су́дно забезпе́чення допоміжно́го фло́ту — судно, яке не є військовим кораблем, але належить збройним силам або знаходиться під їх виключним контролем і має зовнішні розпізнавальні знаки державної належності.
Допоміжні військові судна не призначені для виконання бойових завдань. Основним їх призначенням є бойове або тилове забезпечення дій флоту в морі і на рейдах. Військові судна забезпечення можуть комплектуватися як військовим екіпажем так і цивільним персоналом (командою). Допоміжні судна є військовими, незалежно від того, хто керує судном командир (офіцер) чи капітан (цивільна особа).
Допоміжні військові судна мають такий же суверенний імунітет, як і військові кораблі у зв'язку з тим, що вони належать державі або використовуються тимчасово на державній некомерційній службі. Як і військові кораблі, допоміжні судна мають виключний суверенітет над діями екіпажу (суднової команди) і пасажирів, що знаходяться на їх борту.

## Класифікація допоміжних суден
В залежності від призначення і тактико-технічних елементів, допоміжні судна, як і військові кораблі діляться на класи, а в межах класів — на підкласи з урахуванням дальності плавання, тоннажу або спеціалізації.
| Зображення                                                                    | Найменування класу (підкласу)               | Найменування класу (підкласу) | Класифікаційні ознаки                                                                             | Класифікаційні ознаки                                               | Класифікаційні ознаки                                                                           |
| Зображення                                                                    | Повне                                       | Аббр.                         | Основне призначення                                                                               | Інші завдання                                                       | Конструктивні особливості                                                                       |
| ----------------------------------------------------------------------------- | ------------------------------------------- | ----------------------------- | ------------------------------------------------------------------------------------------------- | ------------------------------------------------------------------- | ----------------------------------------------------------------------------------------------- |
| Транспорти                                                                    |                                             |                               |                                                                                                   |                                                                     |                                                                                                 |
| Транспорт Rainier типу Supply ВМС США                                         | Універсальний транспорт постачання          | УТРП AOE                      | Забезпечення оперативного з'єднання всією номенклатурою вантажів: боєприпасами, ПММ, водою та ін. | Перевезення вантажів                                                | Наявність пристроїв для передачі вантажів на ходу, швидкість не менше 20 вуз.                   |
| Транспорт «Березіна» проекту 1833 ВМФ СРСР                                    | Транспорт постачання загального призначення | ТРПЗ AEM                      | Забезпечення оперативного з'єднання всією номенклатурою вантажів                                  | Перевезення вантажів                                                | Наявність пристроїв для передачі вантажів                                                       |
| Транспорт озброєнь Spica типу Sirius ВМС США                                  | Транспорт озброєння і боєприпасів           | ТРОБ AFS                      | Забезпечення оперативного з'єднання озброєнням і боєприпасами                                     | Перевезення вантажів                                                | Наявність пристроїв для передачі вантажів                                                       |
| Транспорт Lewis and Clark ВМС США                                             | Транспорт морський                          | ТРМ AKE                       | Забезпечення кораблів сухими вантажами (у т.ч. боєприпасами) в морі                               | Перевезення військ і вантажів                                       | Тоннаж понад 3000 т                                                                             |
| Транспорт Trossö типу Visborg ВМС Швеції                                      | Транспорт рейдовий                          | ТРР AKL                       | Забезпечення кораблів сухими вантажами (у т.ч. боєприпасами) в прибережних водах                  | Перевезення військ і вантажів на малі відстані                      | Тоннаж до 3000 т                                                                                |
| Танкери                                                                       |                                             |                               |                                                                                                   |                                                                     |                                                                                                 |
| Танкер-заправник Henry J. Kaiser ВМС США                                      | Танкер-заправник                            | ТНЗ AOR                       | Забезпечення оперативного з'єднання рідкими і деякими сухими вантажами на ходу                    | Перевезення рідких вантажів                                         | Наявність пристроїв для передачі вантажів на ходу, швидкість не менше 18 вуз.                   |
| Великий морський танкер «Днєстр» типу «Борис Чилікін» ВМФ СРСР                | Танкер морський                             | ТНМ AORL                      | Забезпечення кораблів рідкими і деякими сухими вантажами на рейдах і в морі                       | Перевезення рідких вантажів                                         | Тоннаж понад 3000 т                                                                             |
| Середній морський танкер «Дубна» ВМФ СРСР                                     | Танкер рейдовий                             | ТНР AOL                       | Забезпечення кораблів рідкими і деякими сухими вантажами на рейдах                                | Перевезення рідких вантажів на малі відстані                        | Тоннаж до 3000 т                                                                                |
| Криголами                                                                     |                                             |                               |                                                                                                   |                                                                     |                                                                                                 |
| Криголам Healy Берегової охорони США                                          | Лінійний криголам                           | ЛЛД WGB/AGB                   | Проводка в кризі кораблів і суден, патрулювання в арктичних водах                                 | Морське буксирування кораблів і суден, наукові дослідження          | Криголамний корпус, наявність диферентувальних цистерн. Тоннаж понад 3000 т                     |
| Шведський криголам Oden                                                       | Портовий криголам                           | ПТЛД TGB                      | Проводка в кризі кораблів і суден в припортових водах                                             | Буксирування кораблів і суден в прибережній зоні                    | Криголамний корпус, наявність диферентувальних цистерн. Тоннаж до 3000 т                        |
| Госпітальні судна                                                             |                                             |                               |                                                                                                   |                                                                     |                                                                                                 |
| Госпітальне судно USNS Comfort (T-AH-20) ВМС США                              | Госпітальне судно                           | ГПС AHH                       | Медичне забезпечення на океанському морському ТВД                                                 | Перевезення особового складу                                        | Наявність житлових приміщень, медичного обладнання для надання усього спектру медичної допомоги |
| Госпітальний катер Oswaldo Cruz ВМС Португалії                                | Санітарно-госпітальний катер                | СК YH                         | Санітарне і медичне забезпечення на рейдах                                                        | Перевезення людей і вантажів                                        | Обладнання для надання швидкої медичної допомоги                                                |
| Пошуково-рятувальні судна                                                     |                                             |                               |                                                                                                   |                                                                     |                                                                                                 |
| ПРС Safeguard ВМС США                                                         | Пошуково-рятувальне судно                   | ПРС АРС/ARS                   | Надання допомоги НК і ПЧ, що терплять біду, спасіння екіпажів                                     | Проведення глибоководних робіт                                      | Наявність спеціального рятувального обладнання і/чи апаратів                                    |
| СПС «Комуна» ЧФ РФ                                                            | Суднопідйомне судно                         | СПС YS                        | Суднопідіймальні роботи на великих глибинах                                                       | Проведення глибоководних робіт                                      | Наявність спеціального підйомного обладнання і/чи підводних апаратів                            |
| РБ Abeille Bourbon ВМС Франції                                                | Рятувальний буксир                          | РБ ARS/ATA                    | Надання допомоги НК і ПЧ, що терплять біду, морське буксирування                                  | Проведення підводних робіт                                          | Наявність рятувального обладнання і буксирувальних пристроїв. Може мати протипожежне обладнання |
| ВМ-154 проекту 535 ЧФ РФ                                                      | Водолазне судно (водолазний бот)            | ВМ YDT                        | Проведення підводних робіт                                                                        | суднопідіймальні роботи обмеженого масштабу                         | Наявність спеціального водолазного обладнання                                                   |
| ПЖС Sakiai ВМС Латвії                                                         | Протипожежне судно                          | ПЖС ATS                       | Гасіння пожеж та кораблях і поверхні води                                                         | Здійснення дезактиваційної обробки                                  | Наявність протипожежного обладнання (пожежних лафетів). Тоннаж понад 500 т                      |
| ПЖК-37 ЧФ РФ                                                                  | Протипожежний катер                         | ПЖК YTR                       | Гасіння пожеж та кораблях і поверхні води                                                         | Здійснення дезактиваційної обробки                                  | Наявність протипожежного обладнання. Тоннаж до 500 т                                            |
| Буксири                                                                       |                                             |                               |                                                                                                   |                                                                     |                                                                                                 |
| МБ-36 проекту 714 ЧФ РФ                                                       | Морський буксир                             | МБ ATF                        | Морське буксирування кораблів і суден                                                             | Надання допомоги НК і ПЧ, що терплять біду                          | Наявність спеціальних буксирувальних пристроїв. Тоннаж понад 500 т                              |
| РБ Dahlonega ВМС США                                                          | Рейдовий буксир                             | РБ YTB                        | Рейдове буксирування кораблів і суден                                                             | Надання допомоги суднам, що терплять біду                           | Наявність спеціальних буксирувальних пристроїв. Тоннаж до 500 т                                 |
| Судна забезпечення базування                                                  |                                             |                               |                                                                                                   |                                                                     |                                                                                                 |
| ПБНК Fort Rosalie ВМС Великобританії                                          | Плавуча база надводних кораблів             | ПБНК AGF                      | Забезпечення маневреного базування оперативного з'єднання                                         | Виконання функцій штабного корабля                                  | Наявність запасів боєприпасів, продовольства, ПММ. Майстерні і місця для відпочинку екіпажів    |
| ПБПЧ Frank Cable ВМС США                                                      | Плавуча база підводних човнів               | ПБПЧ AS                       | Забезпечення маневреного базування ПЧ                                                             | Виконання функцій штабного корабля                                  | Наявність запасів боєприпасів, продовольства, ПММ. Майстерні і місця для відпочинку екіпажів    |
| ПМ-56 ЧФ РФ                                                                   | Плавуча майстерня                           | ПМ AR                         | Оперативний ремонт кораблів при маневреному базуванні                                             | Виконання функцій плавбази                                          | Наявність запасів для їх поповнення НК і ПЧ. Ремонтні майстерні                                 |
| СФП-183 ЧФ РФ                                                                 | Судно контролю фізичних полів               | СФП YFP                       | Забезпечення контролю і корекції фізичних полів кораблів                                          |                                                                     | Спеціальне обладнання для контролю фізполів                                                     |
| КС «Сетунь» ЧФ РФ                                                             | Кабельне судно                              | КС ARC                        | Прокладення і ремонт підводних кабелів                                                            | Перевезення військ і вантажів, постановка мінних загороджень        | Наявність лебідки і спеціального кабельного трюму                                               |
| КІЛ-158 ЧФ РФ                                                                 | Кілектор                                    | КІЛ ABU                       | Перевезення, встановлення і вибірка рейдового обладнання                                          | Суднопідіймальні і рятувальні роботи, постановка мінних загороджень | Потужне кранове обладнання і вантажний майданчик                                                |
| Німецький 800-тонний плавкран                                                 | Плавучий кран                               | ПК ACS                        | Вантажопідйомні, суднопідіймальні і рятувальні роботи                                             | Встановлення і вибірка рейдового обладнання                         | Потужне кранове обладнання                                                                      |
| Плавдок ЧФ РФ (Севастополь)                                                   | Плавучий док                                | ПКЗ AFD                       | Доковий ремонт кораблів і суден                                                                   |                                                                     | Спеціальна понтонна конструкція                                                                 |
| Плавказарма ВМС США                                                           | Плавуча казарма                             | ПКЗ APL                       | Забезпечення тимчасового мешкання екіпажів НК і ПЧ                                                |                                                                     | Наявність тільки житлових приміщень і засобів їх життєзабезпечення                              |
| Катер командувача ВМС Польщі                                                  | Роз'їзний катер (рейдовий катер)            | РК YP                         | Перевезення людей і вантажів на рейдах                                                            | Катер (яхта) посадової особи                                        | Тоннаж до 500 тон                                                                               |
| Судна навігаційно-гідрографічного забезпечення                                |                                             |                               |                                                                                                   |                                                                     |                                                                                                 |
| Океанографічне дослідницьке судно Melville ВМС США                            | Океаногрфічне науково-дослідне судно        | НіС AGOR                      | Виконання спеціальних океанографічних і гідрографічних досліджень                                 | Наукові дослідження                                                 | Наявність лабораторної бази і промірних катерів                                                 |
| Океанографічне судно Pathfinder ВМС США                                       | Океанографічне судно                        | ОіС AGS                       | Виконання океанографічних і гідрографічних досліджень                                             | Наукові дослідження                                                 | Наявність лабораторної бази і промірних катерів. Тоннаж понад 5000 т                            |
| Гідрографічне судно Zodiak ВМС Польщі                                         | Гідрографічне судно                         | ГіС AGS/AGE                   | Виконання гідрографічних досліджень                                                               | Наукові дослідження                                                 | Тоннаж від 500 до 5000 т                                                                        |
| РГК РК-516 ЧФ РФ                                                              | Рейдовий гідрографічний катер               | РГК YGS                       | Виконання гідрографічних досліджень на рейдах і в базах                                           | Лоцманські роботи                                                   | Тоннаж до 500 т                                                                                 |
| Спеціальні кораблі і судна                                                    |                                             |                               |                                                                                                   |                                                                     |                                                                                                 |
| КУ «Славутич» ВМС України                                                     | Корабель управління                         | КУ AGF                        | Управління оперативним з'єднанням                                                                 | Радіоелектронна розвідка                                            | Розвинені радіоелектронні засоби                                                                |
| КВК «Маршал Нєдєлін» ВМФ СРСР                                                 | Корабель вимірювального комплексу           | КВК AGM                       | Ведення траєкторних вимірювань польоту ракет і космічних апаратів, зв'язок з ними                 | Радіоелектронна розвідка                                            | Розвинені радіоелектронні засоби                                                                |
| СРЗК «Юпітеєр» ВМФ СРСР (зараз корабель управління ВМС України «Сімферополь») | Розвідувальний корабель                     | РЗК AGIM                      | Радіоелектронна розвідка                                                                          | Доставка розвідувально-диверсійних груп                             | Розвинені радіоелектронні засоби з великою кількістю антен                                      |
| УК «Перекоп» ВМФ РФ)                                                          | Навчальний корабель                         | УК AX                         | Забезпечення бойової підготовки особового складу і курсантів                                      | Виконання функцій КУ, військові перевезення                         | Велика кількість запасних місць, навчальні класи                                                |
| УК Amerigo Vespucci ВМС Італії)                                               | Навчальний корабель вітрильний              | УКВ AX                        | Забезпечення штурманської і загальноморської підготовки особового складу і курсантів              | Виконання наукових досліджень                                       | Вітрильний корабель                                                                             |
| Навчальні катери Академії ВМС США                                             | Навчальний катер                            | УКА AXL/YP                    | Забезпечення штурманської і загальноморської підготовки особового складу і курсантів              | Виконання функцій патрульного катера                                | Тоннаж до 500 тон                                                                               |
| Дослідне судно Pueblo ВМС США                                                 | Дослідне судно                              | ОС AGER                       | Випробування нових зразків зброї і техніки                                                        | Проведення наукових досліджень                                      | Спеціальне і кранове обладнання                                                                 |
| Катер-торпедолов ТЛ-997 ЧФ РФ                                                 | Торпедолов                                  | ТЛ YDT/YAG                    | Пошук і підйом практичних мін і торпед                                                            | Постановка мін                                                      | Кормовий сліп і кранове обладнання                                                              |
| Есмінець ВМС США як судно-мішень                                              | Судно-мішень (катер-мішень)                 | СМ IX                         | Забезпечення стрільб ракетним озброєнням                                                          |                                                                     | Телекероване судно з добрими радіовідбиваючими властивостями                                    |